# Batavarahalli, Bangarapet
Batavarahalli là một làng thuộc tehsil Bangarapet, huyện Kolar, bang Karnataka, Ấn Độ.